# Ferula leiophylla
Ferula leiophylla är en flockblommig växtart som beskrevs av Jevgenij Korovin. Ferula leiophylla ingår i släktet stinkflokesläktet, och familjen flockblommiga växter. Inga underarter finns listade i Catalogue of Life.